# Mother (série)
Mother (japonês: マザー, Hepburn: Mazā), conhecida fora do Japão como EarthBound, é uma franquia de jogos eletrônicos criada pelo escritor Shigesato Itoi, dirigida pela HAL Laboratory e distribuída pela Nintendo. O enredo de Mother é conhecido pelo seu senso de humor, originalidade e pelas suas paródias. O jogador usa armas e poderes psíquicos para combater inimigos hostis, que incluem objetos animados do cotidiano, alienígenas e pessoas com lavagem cerebral. Os elementos da série incluem uma abordagem leve do enredo, sequências de batalha com fundos psicodélicos e um "rolling HP meter": a saúde do jogador é marcada como um odómetro em vez de ser subtraído a cada golpe, permitindo que o jogador tome ações preventivas, como curar o personagem ou terminar a batalha, antes que o dano seja totalmente executado.
O significado do nome Mother vem do inglês que quer dizer Mãe ou Mamãe, o motivo disso é pela expressão "The Mother Earth" que do inglês significa "Mãe Terra", já que as aventuras falam da missão das crianças em salvar o planeta de invasores. Nos Estados Unidos a série ganhou o nome de Earthbound, que significa "ligado à Terra", também referindo ao planeta natal dos protagonistas.
Mother também é uma homenagem ao Shigesato Itoi á musica de John Lennon, chamado Mother.

## Inicio
O escritor e diretor Shigesato Itoi teve como a inspiração para a sua franquia os quadrinhos do Peanuts, criados pelo Charles Shulz e no grupo musical britânico Beatles, que ele ouvia quando era criança. ele apresentou o conceito de Mother para Shigeru Miyamoto enquanto visitava a sede da Nintendo para outros negócios. Embora Miyamoto tenha rejeitado a proposta no início, ele eventualmente deu a Itoi uma equipe de desenvolvimento.

## Jogos

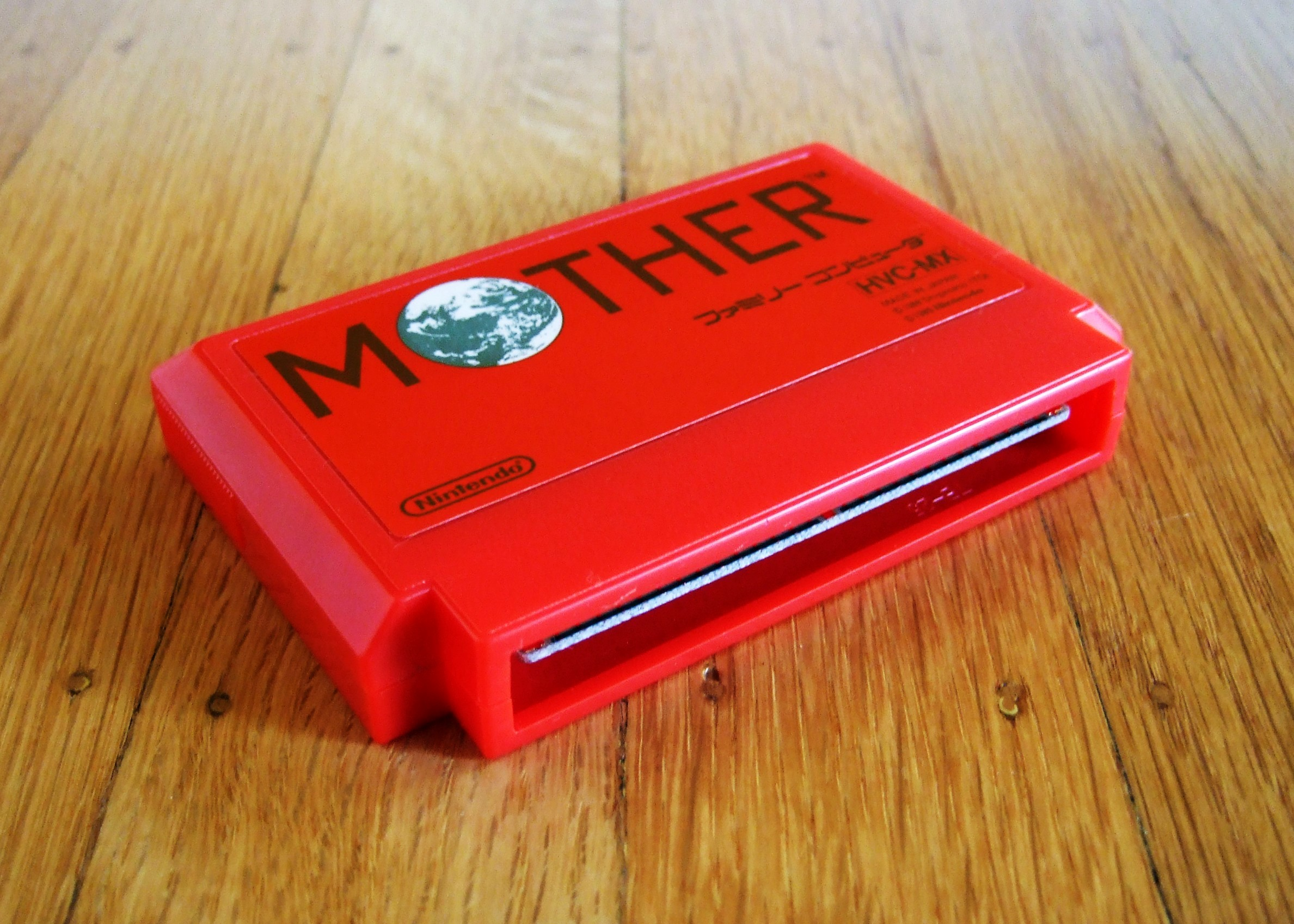
Cartucho de Famicom do primeiro jogo da série Mother

| 1989 | EarthBound Beginnings |
| 1990 |                       |
| 1991 |                       |
| 1992 |                       |
| 1993 |                       |
| 1994 | EarthBound            |
| 1995 |                       |
| 1996 |                       |
| 1997 |                       |
| 1998 |                       |
| 1999 |                       |
| 2000 |                       |
| 2001 |                       |
| 2002 |                       |
| 2003 | Mother 1 + 2          |
| 2004 |                       |
| 2005 |                       |
| 2006 | Mother 3              |

### Mother/EarthBound Beginnings
Mother (conhecido, mais tarde, no ocidente como EarthBound Beginnings) foi desenvolvido pela Ape, publicado pela Nintendo e lançado no Japão em 27 de julho de 1989 para o Famicom (NES no ocidente). O título conta a história de Ninten, um garoto que realiza uma viagem ao redor do mundo para salvar o planeta de uma raça do mal que pretende controlar a mente de estrangeiros. Ao longo do caminho, ele se junta a vários amigos, e conhece muitos personagens incomuns e visitas estranhas, para finalmente enfrentar o líder dos alienígenas. O game foi um sucesso no Japão. A Nintendo of America localizou o jogo na época do seu lançamento e pensou lançar o título nos Estados Unidos mas o projeto foi cancelado. O jogo só teve seu lançamento oficial nos Estados Unidos em 14 de junho de 2015 para o Virtual Console do Wii U, com o nome de Earthbound Beginnings, e mais tarde para o Nintendo Switch, através do Nintendo Switch Online.

### Mother 2/EarthBound
EarthBound (conhecido como Mother 2 no Japão) é uma continuação de Mother original (muitas vezes referido usual EarthBound Zero), com muitos personagens, temas e melodias recorrentes de seu antecessor. O jogo também incluiu muitas referências à cultura: a luta contra um gângster pelo bairro de Chuck Berry "Johnny B Goode" é uma das diversas. Muitos dos personagens e cenários são muito semelhantes, mas o único que está voltando explicitamente é o Giygas, que jura vingança no final do primeiro jogo (representados por subtítulo japonês EarthBound's: Gyiyg Strikes Back!).

### Mother 3
Mother 3 foi a terceira sequência da série. Este foi o último jogo da série Earthbound. O projeto do jogo estava em desenvolvimento para o Nintendo 64 mas o projeto foi cancelado em meados do ano 2000 devido à data de lançamento estar perto do fim da vida do console (e provavelmente devido aos problemas com o motor 3D). O projeto foi reiniciado em 2003 e seria lançado agora para o Game Boy Advance (o título foi anunciado junto a um comercial de Mother 1+2). O jogo foi finalmente lançado em 20 de abril de 2006 no Japão, e manteve o estilo tradicional de EarthBound. O título nunca foi localizado para a ocidente, um grupo de fãs estadunidenses da franquia produziu um patch de tradução para o inglês e foi lançado em 17 de outubro de 2008.

### Outros Games

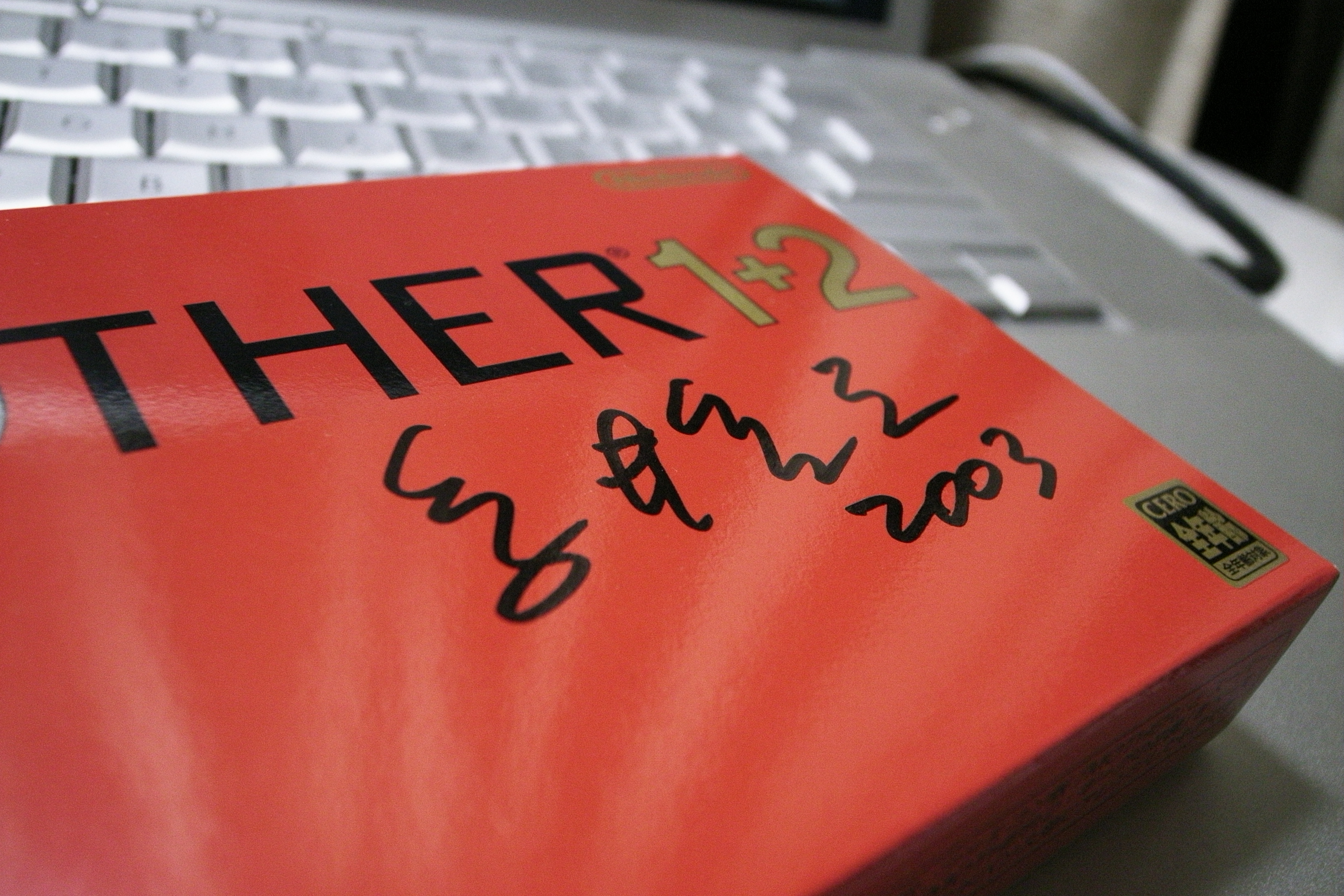
Uma cópia de Mother 1 + 2 autografada.

Junto do anúncio de Mother 3 foi revelado o lançamento de Mother 1 + 2, um cartucho com os dois primeiros também para o Game Boy Advance, que foi lançado dia 20 de junho de 2003.
Ness, o personagem principal de EarthBound é um personagem jogável em todas as cinco sequências de Super Smash Bros.. Em Super Smash Bros. Brawl, ele é um personagem destravável por padrão. Em Super Smash Bros. Melee há características de locais de EarthBound. Em Brawl e todos os jogos subsequentes (Super Smash Bros. For The Nintendo 3DS & Wii U e Super Smash Bros. Ultimate), Ness é acompanhado pelo protagonista  de Mother 3, Lucas (prontamente disponível no início), e também existe a representação de um item de EarthBound no jogo (a Franklin Badge). Com a introdução da Assist Trophies em Brawl, Jeff de EarthBound é um dos muitos personagens que aparecem no jogo. Porky Minch (um dos antagonistas de EarthBound) aparece como um chefe.